# Gornemant
Gornemant, Gurnemanz de Graharz, was Parzivals mentor in de Arthurlegende. Hij leert de jonge Parzival hoe hij zich moet gedragen als een ridder.
Gornemant wordt in een paar vroege ridderromans genoemd, maar hij komt pas bij Chrétien de Troyes naar voren in diens Perceval, het verhaal van de Graal. In de Parzival van Wolfram von Eschenbach is zijn naam Gurnemanz de Graharz en heeft hij een dochter Liaze. Zijn vrouw is overleden, alsmede zijn drie zonen: Schenteflur, conte Lascoyt en Gurzgri. Schenteflur werd door Clamidé en Kingrun gedood, conte Lascoyt door Ider fils de Noyt en Gurzgri door Mabonagrin. Gornemant leert Parzival af te veel vragen te stellen. Parzival neemt zich dit ter harte, zozeer dat hij ten slotte de Fisher King (de laatste bewaarder van de Graal) niet naar de Graal durft te vragen.
Gornemants nicht is Blanchefleur, die Parzival later trouwt nadat hij haar stad met succes heeft verdedigd. In de Parzival trouwt  Condwir amurs, de koningin van Pelrapeire, met Parzival, nadat deze haar verlost heeft van Clamidé en diens maarschalk Kingrun. Clamidé had met Condwir amurs willen trouwen en belegerde haar stad om haar tot een huwelijk te dwingen.